# Grote Prijs van West-Bohemen
De Grote Prijs van West-Bohemen, is een meerdaagse wielerwedstrijd voor junioren in de regio Pilsen, Tsjechië. De wedstrijd werd in 2021 voor het eerst, als eendagskoers, georganiseerd. In 2024 werd de wedstrijd met een dag uitgebreid.

## Lijst van winnaars

### Overwinningen per land
| Overwinningen | Land                                          |
| ------------- | --------------------------------------------- |
| 1             | België, Duitsland, Tsjechië, Verenigde Staten |